# Kristian Kostov
Kristian Konstantinov Kostov (bolgarsko Кристиан Константинов Костов), bolgarski pevec, *15. marec 2000, Moskva, Rusija. 

## Pesem Evrovizije 2017
Leta 2017 je predstavljal Bolgarijo na Pesmi Evrovizije s skladbo "Beautiful Mess" in dosegel najboljšo uvrstitev za to državo v zgodovini. V finalu je s 615 točkami zasedel končno drugo mesto (za zmagovalko Pesmi Evrovizije leta 2017 Portugalsko).
V drugem polfinalu, v katerem je sodeloval, je zasedel prvo mesto s 403 točkami.

## Diskograifija

### Singli

#### Samostojni
| Naslov           | Leto | Uvrstitev | Album     |
| Naslov           | Leto | BUL       | Album     |
| ---------------- | ---- | --------- | --------- |
| "Ne si za men"   | 2016 | 13        | Ni albuma |
| "Beautiful Mess" | 2017 | —         | Ni albuma |

#### Kot član skupine
| Naslov                                                          | Leto | Uvrstitev | Album     |
| Naslov                                                          | Leto | BUL       | Album     |
| --------------------------------------------------------------- | ---- | --------- | --------- |
| "Vdigam Level" (Pavell & Venci Venc' featuring Kristian Kostov) | 2016 | 13        | Ni albuma |